# Savignac-Mona
Pour les articles homonymes, voir Savignac.
Savignac-Mona (Savinhac e Lo Monar en gascon) est une commune française située dans le sud-est du département du Gers en région Occitanie. Sur le plan historique et culturel, la commune est dans le Savès, une petite province gasconne correspondant au cours moyen de la Save.
Exposée à un climat océanique altéré, elle est drainée par la Boulouze et par divers autres petits cours d'eau.
Savignac-Mona est une commune rurale qui compte 145 habitants en 2022, après avoir connu un pic de population de 440 habitants en 1831.  Elle fait partie de l'aire d'attraction de Toulouse. Ses habitants sont appelés les Savimonais ou  Savimonaises.
Le patrimoine architectural de la commune comprend un immeuble protégé au titre des monuments historiques : le château de Savignac, inscrit en 1976.

## Géographie

### Localisation
Savignac-Mona est une commune de l'aire d'attraction de Toulouse située dans le Savès. C'est une commune limitrophe avec le département de la Haute-Garonne

### Communes limitrophes
Savignac-Mona est limitrophe de six autres communes dont deux dans la Haute-Garonne.
Les communes limitrophes sont  Bragayrac, Monblanc, Nizas, Pébées, Sabonnères et Seysses-Savès.
| Nizas    |               | Seysses-Savès              |
|          | Savignac-Mona | Bragayrac (Haute-Garonne)  |
| Monblanc | Pébées        | Sabonnères (Haute-Garonne) |

### Géologie et relief
La superficie de la commune est de 687 hectares ; son altitude varie de 169  à   261 mètres.
Savignac-Mona se situe en zone de sismicité 1 (sismicité très faible).

### Hydrographie

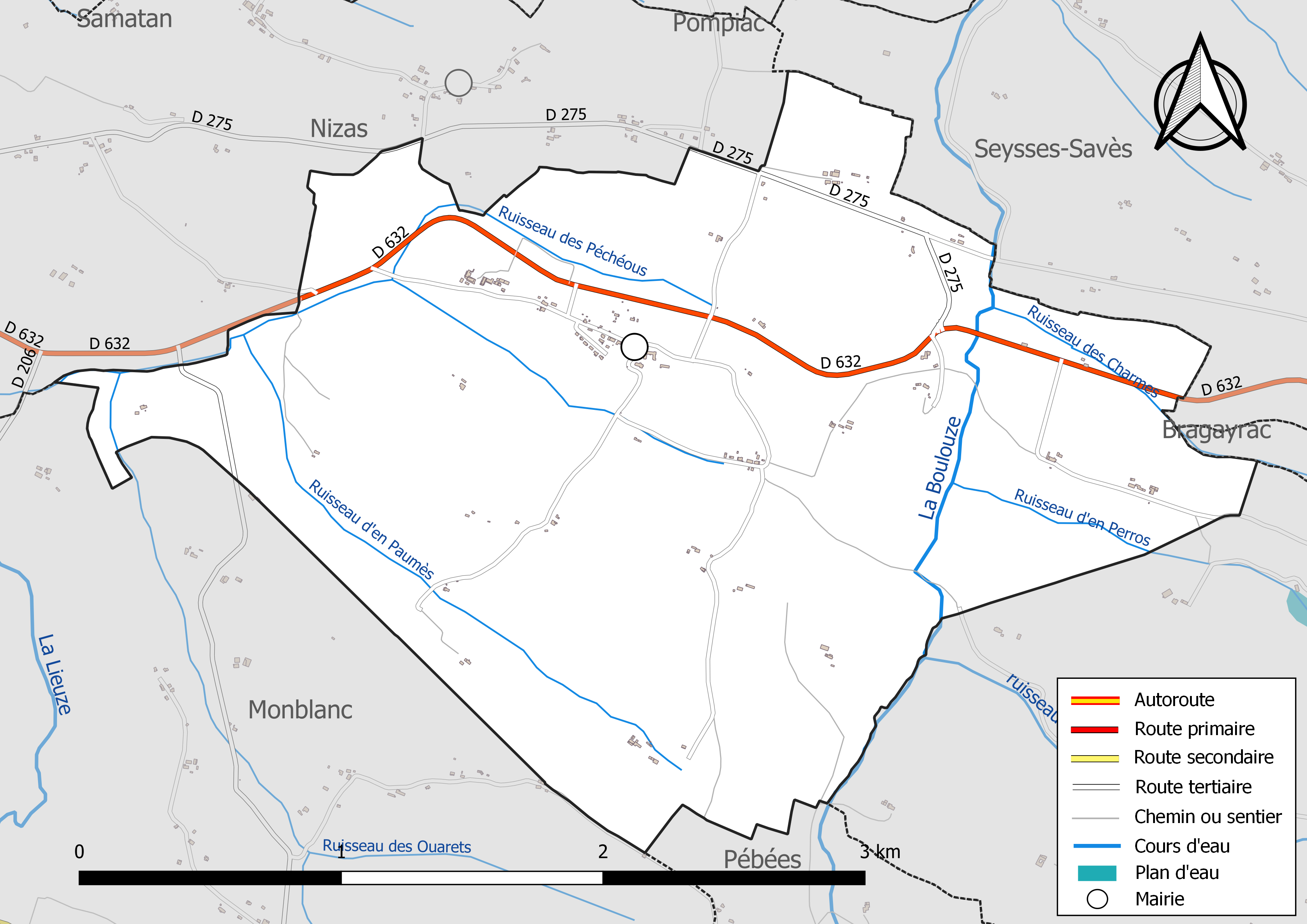
Réseaux hydrographique et routier de Savignac-Mona.

La commune est dans le bassin de la Garonne, au sein du bassin hydrographique Adour-Garonne. Elle est drainée par la Boulouze, le ruisseau d'en Paumès, le ruisseau d'en Perros, le ruisseau des Charmes, le ruisseau des Ouarets, le ruisseau des Péchéous et par un petit cours d'eau, qui constituent un réseau hydrographique de 10 km de longueur totale,.
La Boulouze, d'une longueur totale de 19,7 km, prend sa source dans la commune de Lahage et s'écoule vers le nord. Elle traverse la commune et se jette dans La Save à Marestaing, après avoir traversé 10 communes.

### Climat
Pour des articles plus généraux, voir Climat de l'Occitanie et Climat du Gers.
En 2010, le climat de la commune est de type climat du Bassin du Sud-Ouest, selon une étude s'appuyant sur une série de données couvrant la période 1971-2000. En 2020, Météo-France publie une typologie des climats de la France métropolitaine dans laquelle la commune est exposée à un climat océanique altéré et est dans la région climatique Aquitaine, Gascogne, caractérisée par une pluviométrie abondante au printemps, modérée en automne, un faible ensoleillement au printemps, un été chaud (19,5 °C), des vents faibles, des brouillards fréquents en automne et en hiver et des orages fréquents en été (15 à 20 jours).
Pour la période 1971-2000, la température annuelle moyenne est de 13,2 °C, avec une amplitude thermique annuelle de 15,7 °C. Le cumul annuel moyen de précipitations est de 724 mm, avec 9,1 jours de précipitations en janvier et 5,7 jours en juillet. Pour la période 1991-2020, la température moyenne annuelle observée sur la station météorologique la plus proche, située sur la commune de Lahas à 12 km à vol d'oiseau, est de 13,9 °C et le cumul annuel moyen de précipitations est de 633,5 mm,. Pour l'avenir, les paramètres climatiques de la commune estimés pour 2050 selon différents scénarios d’émission de gaz à effet de serre sont consultables sur un site dédié publié par Météo-France en novembre 2022.

### Milieux naturels et biodiversité
Aucun espace naturel présentant un intérêt patrimonial n'est recensé sur la commune dans l'inventaire national du patrimoine naturel,,.

## Urbanisme

### Typologie
Au 1er janvier 2024, Savignac-Mona est catégorisée commune rurale à habitat très dispersé, selon la nouvelle grille communale de densité à sept niveaux définie par l'Insee en 2022.
Elle est située hors unité urbaine. Par ailleurs la commune fait partie de l'aire d'attraction de Toulouse, dont elle est une commune de la couronne,. Cette aire, qui regroupe 527 communes, est catégorisée dans les aires de 700 000 habitants ou plus (hors Paris),.

### Occupation des sols
L'occupation des sols de la commune, telle qu'elle ressort de la base de données européenne d’occupation biophysique des sols Corine Land Cover (CLC), est marquée par l'importance des territoires agricoles (96,3 % en 2018), une proportion identique à celle de 1990 (96,3 %). La répartition détaillée en 2018 est la suivante : 
terres arables (91,5 %), zones agricoles hétérogènes (4,8 %), forêts (3,7 %). L'évolution de l’occupation des sols de la commune et de ses infrastructures peut être observée sur les différentes représentations cartographiques du territoire : la carte de Cassini (XVIIIe siècle), la carte d'état-major (1820-1866) et les cartes ou photos aériennes de l'IGN pour la période actuelle (1950 à aujourd'hui).

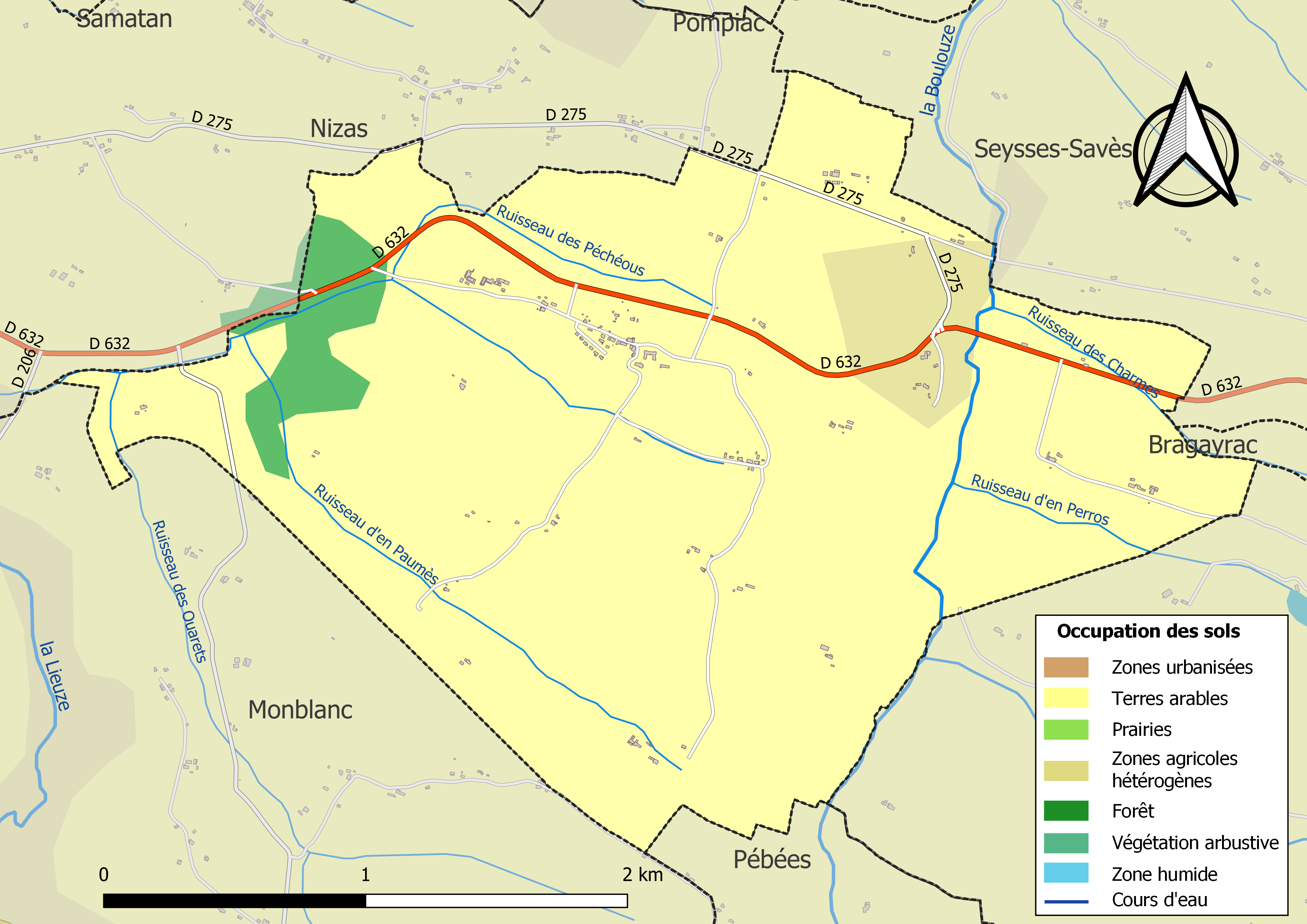
Carte des infrastructures et de l'occupation des sols de la commune en 2018 (CLC).

### Voies de communication et transports
Accès par l'ancienne route nationale 632 déclassée en RD 632.
La commune est desservie par la ligne 65 du Réseau Arc-en-Ciel.

### Risques majeurs
Le territoire de la commune de Savignac-Mona est vulnérable à différents aléas naturels : météorologiques (tempête, orage, neige, grand froid, canicule ou sécheresse) et séisme (sismicité très faible). Un site publié par le BRGM permet d'évaluer simplement et rapidement les risques d'un bien localisé soit par son adresse soit par le numéro de sa parcelle.

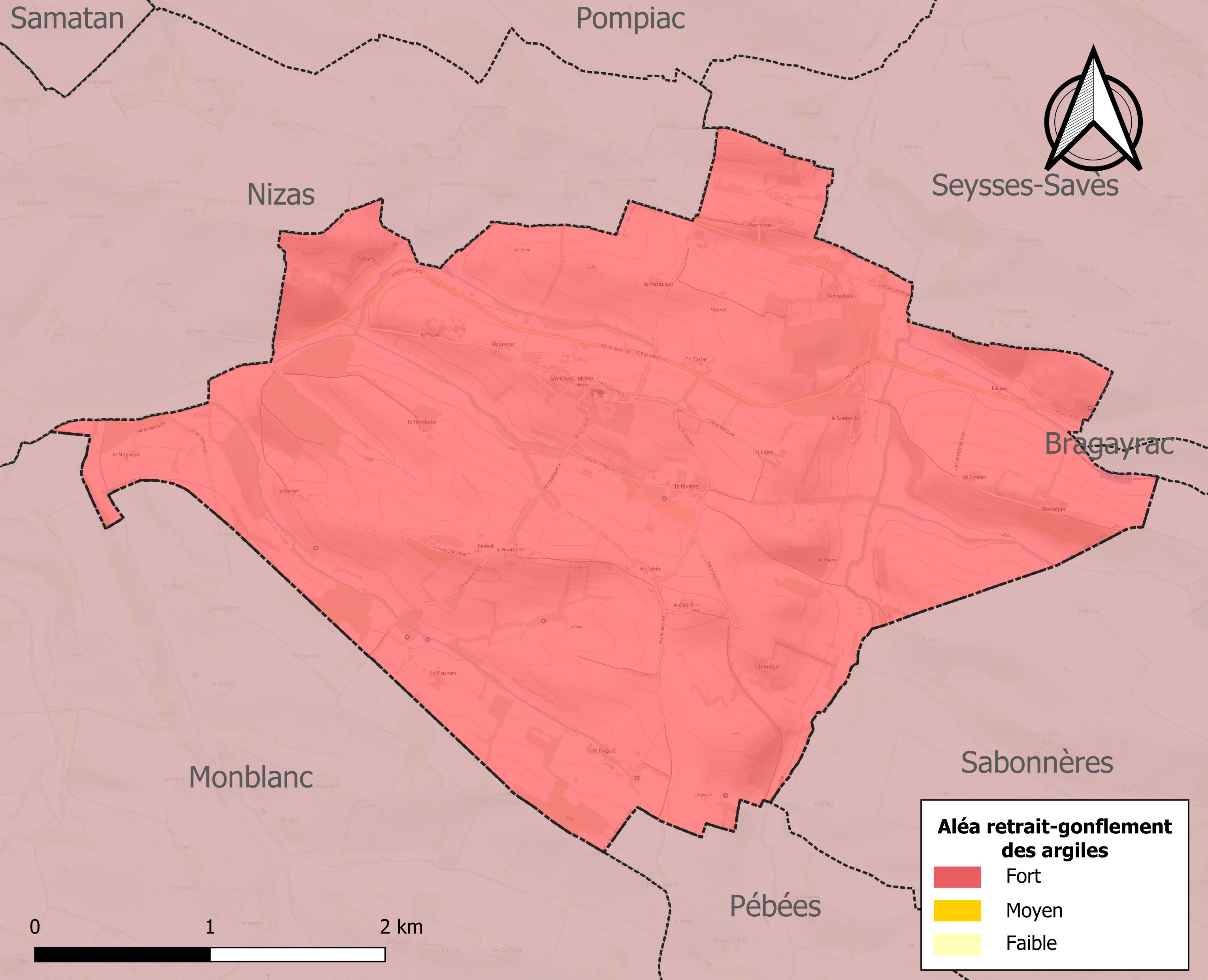
Carte des zones d'aléa retrait-gonflement des sols argileux de Savignac-Mona.

Le retrait-gonflement des sols argileux est susceptible d'engendrer des dommages importants aux bâtiments en cas d’alternance de périodes de sécheresse et de pluie. La totalité de la commune est en aléa moyen ou fort (94,5 % au niveau départemental et 48,5 % au niveau national). Sur les 75 bâtiments dénombrés sur la commune en 2019, 75 sont en aléa moyen ou fort, soit 100 %, à comparer aux 93 % au niveau départemental et 54 % au niveau national. Une cartographie de l'exposition du territoire national au retrait gonflement des sols argileux est disponible sur le site du BRGM,.
Par ailleurs, afin de mieux appréhender le risque d’affaissement de terrain, l'inventaire national des cavités souterraines permet de localiser celles situées sur la commune.
La commune a été reconnue en état de catastrophe naturelle au titre des dommages causés par les inondations et coulées de boue survenues en 1999, 2002 et 2009. Concernant les mouvements de terrains, la commune a été reconnue en état de catastrophe naturelle au titre des dommages causés par la sécheresse en 1989, 1998, 2002, 2011 et 2012 et par des mouvements de terrain en 1999.

## Politique et administration

### Administration municipale
Le nombre d'habitants au recensement de 2011 étant compris entre 100 et 499, le nombre de membres du conseil municipal pour l'élection de 2014 est de onze,.

### Rattachements administratifs et électoraux
Commune faisant partie de l'arrondissement d'Auch de la communauté de communes du Savès (Gers) et du canton de Val de Save (avant le redécoupage départemental de 2014, Savignac-Mona faisait partie de l'ex-canton de Samatan).

### Liste des maires
| Période                                  | Période  | Identité          | Étiquette | Qualité |
| ---------------------------------------- | -------- | ----------------- | --------- | ------- |
| avant 1995                               | ?        | Georges Demarthon |           |         |
| mars 2001                                | 2014     | Mitrophan Bréous  |           |         |
| mars 2014                                | En cours | Patrick Maho      | SE        | Cadre   |
| Les données manquantes sont à compléter. |          |                   |           |         |

## Population et société

### Démographie
L'évolution du nombre d'habitants est connue à travers les recensements de la population effectués dans la commune depuis 1793. Pour les communes de moins de 10 000 habitants, une enquête de recensement portant sur toute la population est réalisée tous les cinq ans, les populations de référence des années intermédiaires étant quant à elles estimées par interpolation ou extrapolation. Pour la commune, le premier recensement exhaustif entrant dans le cadre du nouveau dispositif a été réalisé en 2007.

En 2022, la commune comptait 145 habitants, en évolution de +5,07 % par rapport à 2016 (Gers : +1,04 %, France hors Mayotte : +2,11 %).
| 1793 | 1800 | 1806 | 1821 | 1831 | 1841 | 1846 | 1851 | 1856 |
| ---- | ---- | ---- | ---- | ---- | ---- | ---- | ---- | ---- |
| 346  | 176  | 371  | 413  | 440  | 407  | 400  | 433  | 405  |

| 1861 | 1866 | 1872 | 1876 | 1881 | 1886 | 1891 | 1896 | 1901 |
| ---- | ---- | ---- | ---- | ---- | ---- | ---- | ---- | ---- |
| 389  | 353  | 305  | 290  | 287  | 270  | 261  | 237  | 236  |

| 1906 | 1911 | 1921 | 1926 | 1931 | 1936 | 1946 | 1954 | 1962 |
| ---- | ---- | ---- | ---- | ---- | ---- | ---- | ---- | ---- |
| 250  | 228  | 177  | 185  | 174  | 185  | 172  | 147  | 122  |

| 1968 | 1975 | 1982 | 1990 | 1999 | 2006 | 2007 | 2012 | 2017 |
| ---- | ---- | ---- | ---- | ---- | ---- | ---- | ---- | ---- |
| 108  | 85   | 96   | 101  | 140  | 144  | 145  | 140  | 138  |

| 2022 | - | - | - | - | - | - | - | - |
| ---- | - | - | - | - | - | - | - | - |
| 145  | - | - | - | - | - | - | - | - |

| selon la population municipale des années : | 1968 | 1975 | 1982 | 1990 | 1999 | 2006 | 2009 | 2013 |
| Rang de la commune dans le département      | 283  | 395  | 332  | 352  | 252  | 265  | 261  | 286  |
| Nombre de communes du département           | 466  | 462  | 462  | 462  | 463  | 463  | 463  | 463  |

### Enseignement
Savignac-Mona fait partie de l'académie de Toulouse.

### Activités sportives
Chasse, pétanque, randonnée pédestre,

### Écologie et recyclage
La collecte et le traitement des déchets des ménages et des déchets assimilés ainsi que la protection et la mise en valeur de l'environnement se font dans le cadre du syndicat intercommunal de collecte et de traitement des ordures ménagères (SICTOM).

## Économie

### Emploi
|                | 2008  | 2013   | 2018  |
| -------------- | ----- | ------ | ----- |
| Commune        | 7,8 % | 11,6 % | 10 %  |
| Département    | 6,1 % | 7,5 %  | 8,2 % |
| France entière | 8,3 % | 10 %   | 10 %  |

En 2018, la population âgée de 15 à 64 ans s'élève à 101 personnes, parmi lesquelles on compte 77 % d'actifs (67 % ayant un emploi et 10 % de chômeurs) et 23 % d'inactifs,. En  2018, le taux de chômage communal (au sens du recensement) des 15-64 ans est supérieur à celui de la France et du département, alors qu'il était inférieur à celui de la France en 2008.
La commune fait partie de la couronne de l'aire d'attraction de Toulouse, du fait qu'au moins 15 % des actifs travaillent dans le pôle,. Elle compte 13 emplois en 2018, contre 9 en 2013 et 16 en 2008. Le nombre d'actifs ayant un emploi résidant dans la commune est de 70, soit un indicateur de concentration d'emploi de 18,8 % et un taux d'activité parmi les 15 ans ou plus de 63,7 %.
Sur ces 70 actifs de 15 ans ou plus ayant un emploi, 12 travaillent dans la commune, soit 17 % des habitants. Pour se rendre au travail, 85,5 % des habitants utilisent un véhicule personnel ou de fonction à quatre roues, 1,4 % les transports en commun, 2,9 % s'y rendent en deux-roues, à vélo ou à pied et 10,1 % n'ont pas besoin de transport (travail au domicile).

### Activités hors agriculture
16 établissements sont implantés  à Savignac-Mona au 31 décembre 2019.
Le secteur de la construction est prépondérant sur la commune puisqu'il représente 31,3 % du nombre total d'établissements de la commune (5 sur les 16 entreprises implantées  à Savignac-Mona), contre 14,6 % au niveau départemental.

### Agriculture
|               | 1988 | 2000 | 2010 | 2020 |
| ------------- | ---- | ---- | ---- | ---- |
| Exploitations | 14   | 8    | 5    | 7    |
| SAU (ha)      | 430  | 335  | 231  | 318  |

La commune est dans l'Astarac, une petite région agricole englobant tout le Sud du département du Gers, un quart de sa superficie, et correspondant au pied de lʼéventail gascon. En 2020, l'orientation technico-économique de l'agriculture  sur la commune est la culture de céréales et/ou d'oléoprotéagineuses. Sept exploitations agricoles ayant leur siège dans la commune sont dénombrées lors du recensement agricole de 2020 (14 en 1988). La superficie agricole utilisée est de 318 ha,,.

## Culture locale et patrimoine

### Lieux et monuments

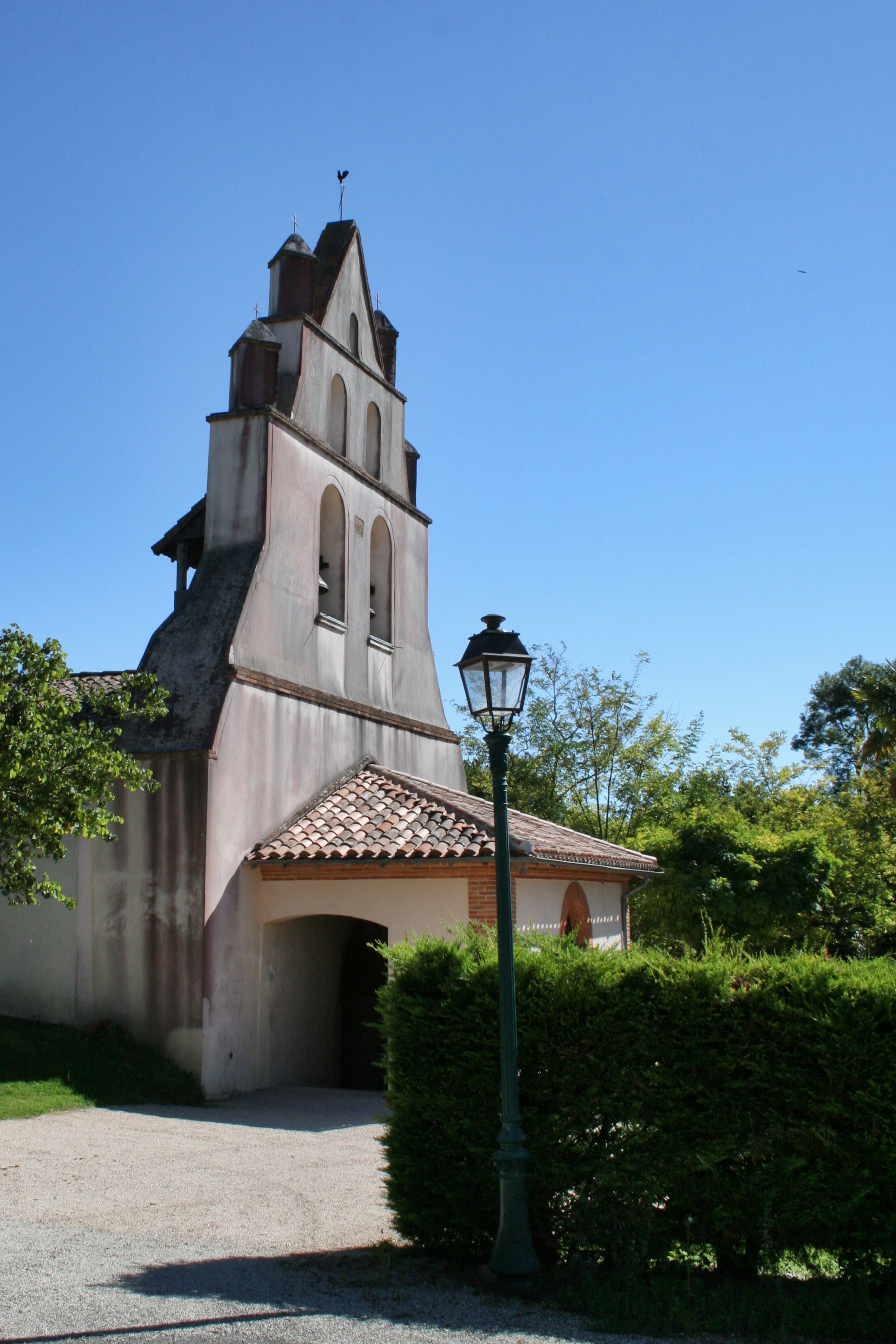
Église Saint-Félix

- Château de Savignac[36], inscrit au titre des monuments historiques depuis 1976[37].
- Église Saint-Félix.

### Personnalités liées à la commune
- Jean Joseph Domezon

## Héraldique
| Blason de Savignac-Mona | Blason  | D'azur à la main dextre appaumée d'or.           |
| Blason de Savignac-Mona | Détails | Le statut officiel du blason reste à déterminer. |

## Pour approfondir